# استفان تی
استفان تی (انگلیسی: Stephan Thee؛ زادهٔ ۲۶ ژوئیهٔ ۱۹۸۸) بازیکن فوتبال اهل آلمان است.
از باشگاه‌هایی که در آن بازی کرده‌است می‌توان به باشگاه فوتبال اسنابروک اشاره کرد.